# Clarke-Gletscher (Marie-Byrd-Land)
Der Clarke-Gletscher ist ein 13 km langer Gletscher im westantarktischen Marie-Byrd-Land. Er fließt von den Coulter Heights zur Ruppert-Küste und mündet dort in die Hull Bay.
Das Advisory Committee on Antarctic Names benannte den Gletscher im Jahr 2003 nach dem US-amerikanischen Geophysiker Theodore S. Clarke von der University of Wisconsin, der sich seit den frühen 1990er Jahren mit dem Verhalten von Eisströmen in Westantarktika auseinandersetzt.